# Mónica Araya
Mónica Araya (Costa Rica) é uma defensora do transporte livre de emissões de carbono na Costa Rica. Ela tem sido influente em tornar seu país um líder em energia livre de combustíveis fósseis. Ela foi considerada uma das mulheres mais influentes e inspiradoras do mundo pela BBC em 2021.

## Biografia
Mónica Araya nasceu na Costa Rica. Ela tem mais de vinte anos de experiência como defensora de uma vida sustentável. Ela tem mestrado e doutorado pela Universidade Nacional da Costa Rica e pela Universidade de Yale.
Mónicacomeçou no thinktank E3G em 2009 e trabalhou até 2011.
Em 2012, ela explicou em "Investimento Internacional para o Desenvolvimento Sustentável: Equilibrando Direitos e Recompensas" como o investimento direto estrangeiro tem sido considerado importante na mudança dos países desenvolvidos. No entanto, Mónica considera que não houve evidência desta associação. Ela indica como as empresas, as forças de mercado e as organizações não-governamentais podem influenciar as mudanças ambientais.
Em 2016, Mónica integrou o maior grupo de mulheres que visitou a Antártica. Naquele mesmo ano, ela deu uma palestra no TED sobre a situação energética na Costa Rica. Apesar de ser um país em desenvolvimento, eles geram quase toda a sua eletricidade a partir de fontes renováveis. No entanto, como país, 70% da sua energia provinha do petróleo e isto deve-se principalmente à energia necessária para os transportes. Esse vídeo teve 1.4 milhão de visualizações em 2021.
As palestras TED de Mónica Araya incluem uma entrevista de Chris Anderson. Sua palestra explica como o transporte pode ser alterado para ser movido a eletricidade e sobre uma campanha global chamada "Drive Electric". Mónica fundou a organização de cidadãos Costa Rica Limpia, que desempenhou um papel importante no estabelecimento da Costa Rica como líder em sustentabilidade. Durante a COP26, em Glasgow (Escócia), ela foi entrevistada por Dave Malkoff, do Weather Channel.

## Prêmio
Em 2021, ela foi reconhecida como uma das 100 mulheres mais influentes do mundo pela BBC, como uma "defensora do transporte livre de emissões de carbono". A BBC a reconheceu como uma das mulheres mais "influentes e inspiradoras" do ano na categoria de ciências.